# Ivan Večenaj
Ivan Večenaj Tišlarov (Gola, 18. svibnja 1920. – Koprivnica, 13. veljače 2013.) bio je hrvatski slikar naive, pjesnik i književnik. U slikarstvu je bio samouk, a vlastite je radove počeo izlagati 1954. godine. Isprva je stilski i tematski slijedio izričaj hlebinske slikarske škole, a potom je vlastiti stil sve više obogaćivao izrazito nadrealnim i fantastičnim zavičajnim motivima i mrtvim prirodama. Često je ekspresivnim potezima kista i intenzivnim bojama slikao biblijske prizore i krajolike. Pisao je pjesme i povijesne romane te marljivo sakupljao jezično i etnografsko blago Podravine.

## Životopis

### Samostalne izložbe
- 1955. - Gradski muzej, Varaždin
- 1955. - Gradski muzej, Koprivnica
- 1959. - Galerija primitivne umjetnosti, Zagreb
- 1962. - Biella, Italija
- 1963. - Galerija umjetnina,Večenaj-Kovačić, Split
- 1975. - Galerija primitivne umjetnosti, Zagreb
- 1975. - Galerija Meštrović, Split
- 1977. - Art Gallery, Milano
- 1978. - Centro incontri cassa di risparmio di Torino
- 1981. - Galerija GIBU, Zagreb
- 1984. - Galerie Hell&Hell, München
- 1984. - Atelier Cora-Hermance, Geneve
- 1985. - Eskenazi Arte, Torino
- 1985. - Galerie I.Generalić, Milano
- 1987. - Galerija Hlebine - Retrospektiva
- 1996. - Umjetnički paviljon, Zagreb
- 2001. - Galerija Žiljak, Sv.Ivan Zelina
- 2002. - Gradski muzej, Požega
- 2003. - Podravka d.d., Koprivnica

## Vanjske poveznice
- Galerija Ivan Večenaj – »Ivan Večenaj Tišlarov. Seljak, slikar, pjesnik i književnik«  Arhivirana inačica izvorne stranice od 10. prosinca 2022. (Wayback Machine) (hrv.) (engl.)
- Večernji Online - Zvonimir Markač: »U 93. godini života preminuo Ivan Večenaj Tišlarov«